# Sinemorets
Sinemorets (en búlgaro, Синеморец; también Sinemorec o Sinemoretz; "lugar en el mar azul") es un pueblo en el municipio de Tsarevo, en la Provincia de Burgas, en el sudeste de Bulgaria.

## Honor
El pueblo lleva ese nombre en honor a Sinemorets Hill en la isla Livingston, islas Shetland del Sur, Antártida.

## Galería

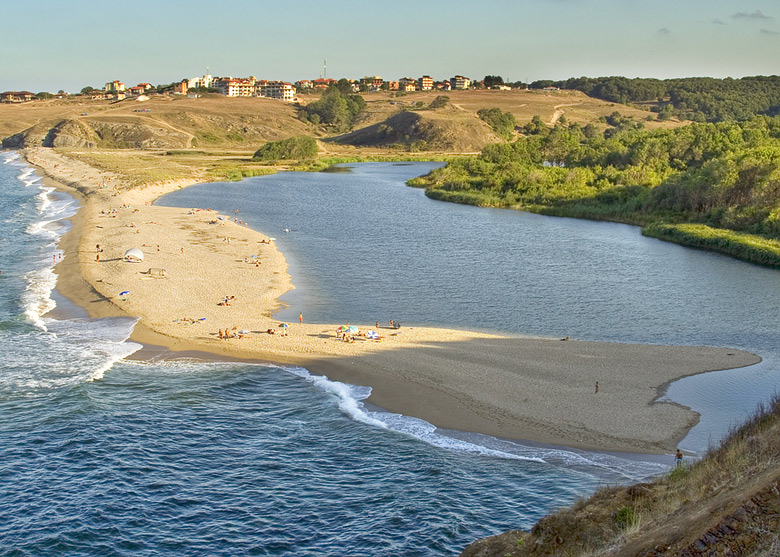
Una playa en la desembocadura del río Veleka, Sinemorets.
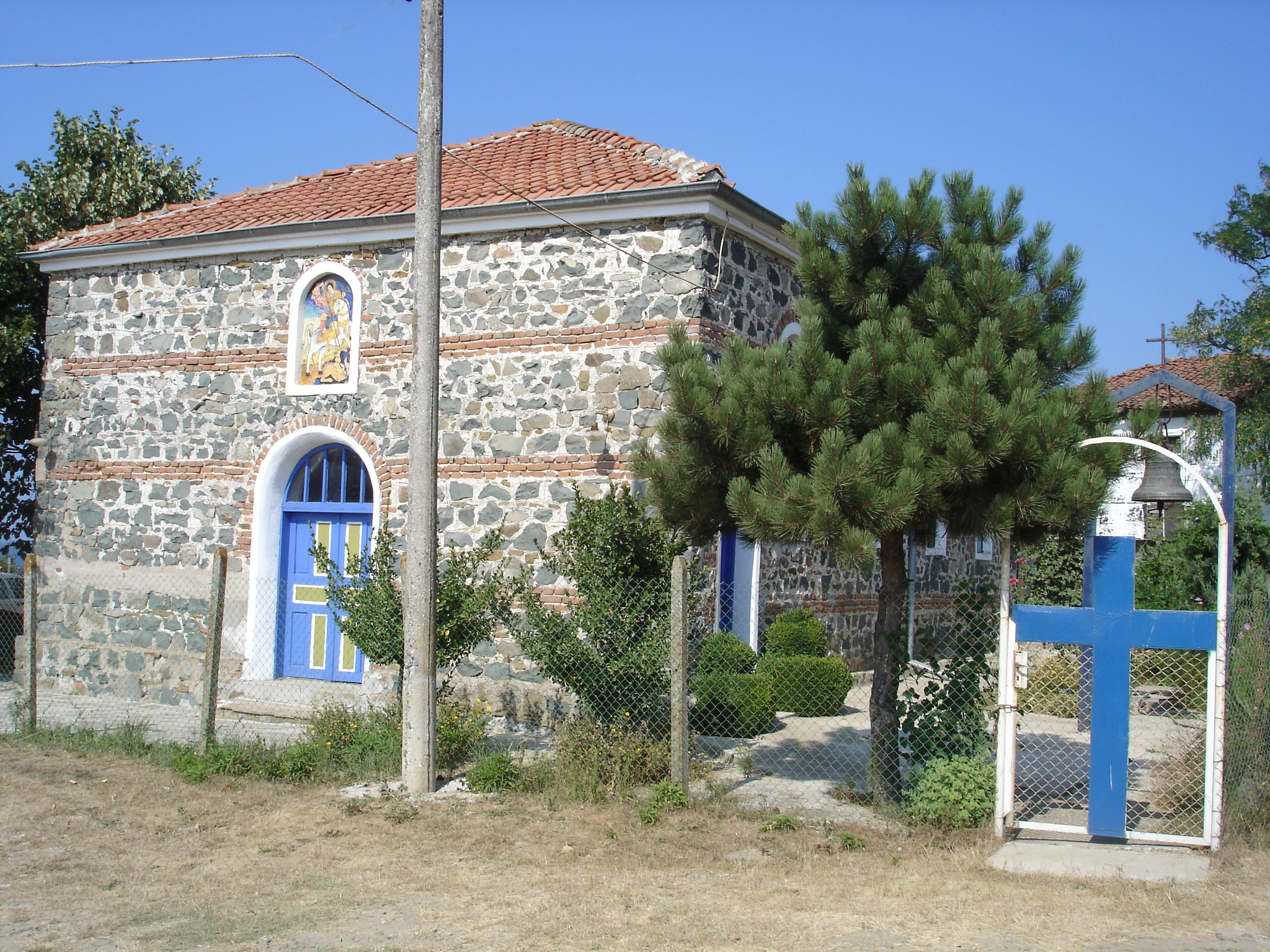
Una iglesia ortodoxa en Sinemorets.